# مرد خانه (فیلم ۲۰۰۵)
مرد خانه (به انگلیسی: Man of the House) فیلمی محصول سال ۲۰۰۵ و به کارگردانی استیون هرک است. در این فیلم بازیگرانی همچون تامی لی جونز، آن آرچر، برایان وان هالت، کریستینا میلان، پاولا گراچس، مونیکا کینا، آر. لی ارمی، سدریک اینترتینر، کیلی گارنر، ونسا فرلیتو، شیا ویگهام، پجت بروستر، شنون وودوارد، لیز وسی، کورتیس آرمسترانگ و ریک پری ایفای نقش کرده‌اند.